# Транспорт Херсона
У Херсоні працюють автобусний і тролейбусний види транспорту також є маршрутні таксі. Місто з'єднано залізницею, автобусними маршрутами, морським транспортом та аеропортом з різними містами і портами.

## Основний міський транспорт
Основним транспортом міста є тролейбуси, автобуси і маршрутні таксі

### Тролейбус
10 червня 1960 року в Херсоні почав свій перший робочий день тролейбус МТБ-82Д. Він ходив по одному єдиному маршруту: від залізничного вокзалу до вулиці Хороводної (нині вулиця Ладичука). Тоді працювало всього 6 тролейбусів, а протяжність першого маршруту становила близько 7 км. З 8 червня 1988 року в Херсоні почалися активно використовуватися тролейбусні поїзди Володимира Веклича зчеплені з двох машин ЗиУ-682.
Дата відкриття руху: 10 червня 1960 р.
- Найменування перевізника: МКП «Херсонелектротранс» Кількість маршрутів: 4(на 7 липня 2024 р.)
- Вартість проїзду- безкоштовно (станом на 7.07.2024).
- Принцип оплати: оплата кондуктору-контролеру.
- Час роботи: 6:20 — 17:30(станом на 7 липня 2024 р.)
- Кількість тролейбусних депо: 1
- Кількість тролейбусів в парку: 18 (на 7 липня 2024 р.)
- Найстаріший тролейбус: ЗиУ-682В [В00] № 407 (357), 1987 р. в.  Самі нові тролейбуси: Богдан Т 701.17 № 493-496, 2017-2018 р. в.

### Автобус
29 вересня 1927 року з Москви в Херсон прибули перші три автобуси марки «Я-3», зібрані на заводах «Автопромторгу». До цього часу основним видом транспорту були лаковані екіпажі, фаетони з гасовими лампами-ліхтарями, запряжені кіньми. Користуватися таким транспортом могли тільки заможні люди. Більшість ходили пішки, особливо коли йти треба було на коротку відстань. Кінний транспорт для перевезення вантажів і людей переважав і в перші роки після революції.

## Авіаційний транспорт
Представлений міжнародним аеропортом
- Міжнародний аеропорт «Херсон» — Сучасний міжнародний аеропорт, з пропускною спроможністю 400 пасажирів на годину.

Назва: Комунальне підприємство Херсонської обласної Ради «Херсонські авіалінії»
Адреса: Аеропорт ГА, р. Херсон, 73000, Україна
Директор — Агафонов Ярослав Іванович
Послуги: перевезення пасажирів
- Заснований в: 1946 р.
- Місцезнаходження: Херсонська обл., сел. Чорнобаївка
- Код ITAO: KHE
- Код ICAO: UKOH
- Внутрішній код: ХРС
- Клас ЗПС:
- Перевищення: 45 м
- Характеристика ЗПС: змішаного типу, 2500×42 м, PCN 30/R/C/X/T, 100 т
- СЗГ: ОМІ М-2/2
- Місцевий час (UTC): +2/+3
- Режим роботи (UTC): літо — 06.00-15.00; зима — 07.00-14.00
- Прийняті повітряні судна (ПС): Ту-154, Ту-134, Ан-12, Ан-24, Як-40, Ан-32, Ан-26, Як-42, Іл-76, Мі-26, Мі-8, Л-410, вертольоти всіх типів
- Додаткова інформація:

1961 р. — прийом першого рейсу літака Ан-24 із Києва;
1979 р. — перехід в сел. Чорнобаївку;
наявність митного поста, служб ветеринарного, карантинного та санітарного контролю.
Офіційний сайт Аеропорт «Херсон» [Архівовано 3 лютого 2022 у Wayback Machine.]

## Водний транспорт
Водний транспорт Херсона представлений морським і річковим портом і двома річморвокзалами.
З 2006 р. збільшилася кількість рейсів. Теплоходи вирушають не в один з вихідних, а кожен вихідний. Час відправлення при цьому не змінюється і збігається з часом відправлення в будні дні. Навігація починається з березня.
Рейси проводяться не тільки по річці Дніпро, а також у Дніпровський лиман.
- Херсонський морський торговельний порт
- Херсонський річковий порт
- Херсонський річморвокзал

## Залізничний транспорт
До складу залізничного транспорту входять залізничний вокзал, локомотивне і вагонне депо, залізничні станції - Херсон-Порт, Херсон-Східний, Кіндійка, Путейська.